# Bouchetia anomala
Bouchetia anomala là loài thực vật có hoa trong họ Cà. Loài này được (Miers) Britton & Rusby mô tả khoa học đầu tiên năm 1887.